# Solisko (přírodní památka)
Solisko je přírodní památka severně od obce Držková v okrese Zlín. Jedná se svah jižně od rozcestí U Tří kamenů v Hostýnských vrších. Důvodem ochrany je původní karpatská jedlobučina, která je zbytkem kdysi rozsáhlých bukojedlových porostů v Hostýnských vrších.